# Vance Dixon
Vance Dixon (* 1895; † unbekannt) war ein amerikanischer Musiker (Altsaxophon, Klarinette, Gesang) und Bandleader des Chicago-Jazz, der als Novelty-Musiker galt.

## Leben und Wirken
Dixon spielte in den 1920er-Jahren u. a. mit Lois Deppes Serenaders (u. a. mit Earl Hines), Sammy Stewart, Clarence M. Jones (1928), Erskine Tate (1930) und Kline Tyndall's Paramount Serenaders. Unter eigenem Namen – zunächst im Duo mit Tyndall bzw. mit Alex Channey, dann mit seinem Trio Jazz Maniacs (Kline Tyndall, Lawrence Dixon) – spielte er 1926 mehrere Titel für Paramount ein. 1929 folgten Aufnahmen mit Hattie McDaniels und Frankie Jaxon;  als Vance Dixon and His Pencils nahm er 1931 in New York mehrere Titel für Columbia/Okeh auf (u. a. die humoristischen Nummern „Laughing Stomp“ und „Meat Man Pete (Pete, The Dealer In Meat)“). Dixon war von 1923 bis 1932 an zwölf Aufnahmesessions beteiligt. Ab 1933 spielte er mit der Hausband des Brooklyner Club Casa Mia, der auch der Banjoist Ikey Robinson angehörte. Bevor Dixon aus der Musikszene verschwand, arbeitete er noch 1936 bei June Clark.

## Diskographische Hinweise
- Jimmy O’Bryant, Vance Dixon: Hot Clarinets – Jimmy O'Bryant Vol. 2 August 1925 – January 1926 / Vance Dixon 1923–1931  (RST, ed. 1995)